# San Biagio de Monte
San Biagio de Monte, även benämnd San Biagio de Monte Acceptorum och San Biagio de Hortis, var en kyrkobyggnad i Rom, helgad åt den helige Blasius. Kyrkan var belägen vid dagens Via della Missione i Rione Colonna.
Tillnamnet ”Monte Acceptorum” åsyftar höjden Montecitorio, på vilken Italiens deputeradekammare, Palazzo Montecitorio, är beläget. ”Hortis” syftar på de trädgårdar (jämför latin, hortus), som tidigare täckte Montecitorio.

## Kyrkans historia
Kyrkans första dokumenterade omnämnande förekommer i en bulla för klostret Santa Maria in Campo Marzio, promulgerad år 1186 av påve Urban III.
År 1573 överläts kyrkan åt Somaskerorden (latin: Ordo Clericorum Regularium a Somascha), grundad av Girolamo Emiliani år 1534. Somaskerorden lät år 1575 restaurera kyrkan och uppföra en kampanil och fyra sidokapell. Första sidokapellet på höger hand dekorerades av Avanzino Nucci, som även utförde högaltarmålningen Den helige Blasius. Den maltesiske arkeologen Antonio Bosio (1575–1629) begravdes i kyrkan.
Kyrkan San Biagio de Monte revs år 1695 för att ge plats åt Curia Innocenziana. Somaskfäderna flyttade då till San Nicola dei Cesarini.

## Omnämningar i kyrkoförteckningar
| Katalog                      | År         | Benämning                       |
| ---------------------------- | ---------- | ------------------------------- |
| Catalogo di Cencio Camerario | 1192       | sco. Blasio Acceptorum          |
| Il Catalogo di Torino        | cirka 1320 | Ecclesia sancti Blasii de Monte |
| Il Catalogo del Signorili    | cirka 1425 | sci. Blasii de Monteocteto      |